# Конты-Вроцлавске (гмина)
Конты-Вроцлавске (пол. Kąty Wrocławskie) — городско-сельская гмина (волость) в Польше, входит как административная единица в Вроцлавский повет, Нижнесилезское воеводство. Население 17 311 человек (на 2004 год).

## Демография
| Перепись                       | Всего   | Всего | Женщины | Женщины | Мужчины | Мужчины |
| ------------------------------ | ------- | ----- | ------- | ------- | ------- | ------- |
| Единицы                        | человек | %     | человек | %       | человек | %       |
| Население                      | 17 311  | 100   | 8787    | 50,8    | 8524    | 49,2    |
| Плотность населения (чел./км²) | 98,1    | 98,1  | 49,8    | 49,8    | 48,3    | 48,3    |

## Соседние гмины
1. Гмина Кобежице
2. Гмина Костомлоты
3. Гмина Меткув
4. Гмина Менкиня
5. Гмина Собутка
6. Вроцлав